# Bataille de Garunda
Insurrection de Boko Haram
Batailles
La bataille de Garunda a lieu le 8 août 2018 pendant l'insurrection de Boko Haram.

## Déroulement
Le soir du 8 août 2018, les djihadistes de l'État islamique en Afrique de l'Ouest transportés par des camions arrivent aux abords du village de Garunda, près de Gudumbali, et attaquent la base militaire de l'armée nigériane,. La base de Garunda vient alors d'être établie pour les soldats de la base de Jilli, qui ont été mis en déroute lors d'une autre attaque, le 14 juillet. Lorsque l'attaque de Garunda commence, les soldats sont tout juste en train de s'installer et le conducteur d'un bulldozer est encore en train de creuser des tranchées,. La base est envahie pendant la nuit et les soldats prennent la fuite. Les djihadistes se retirent ensuite de la base après l'avoir pillée en emportant avec eux des armes et des véhicules.

## Les pertes
Selon les déclarations sous couvert d'anonymat d'un officier de l'armée nigériane à l'AFP le 9 août, 17 soldats ont été tués, 14 ont été blessés, et « un nombre indéterminé est toujours porté manquant ». 